# برينو (لاعب كرة قدم مواليد 2000)
برينو هو لاعب كرة قدم برازيلي في مركز الوسط، ولد في 1 سبتمبر 2000 في سانتانا في البرازيل. لعب مع نادي غوياس.

## وصلات خارجية
- برينو (لاعب كرة قدم مواليد 2000) على موقع قاعدة بيانات كرة القدم.إي يو (الإنجليزية)
- برينو (لاعب كرة قدم مواليد 2000) على موقع Soccerway.com (الإنجليزية)